# Mary, Mary
Pour l’article homonyme, voir Mary, Mary (film).
Mary, Mary est une pièce de théâtre de la dramaturge américaine Jean Kerr (en), créée à Broadway en 1961. Avec 1 572 représentations, c'est la pièce non musicale de Broadway ayant la plus grande longévité dans les années 1960,.

## Production

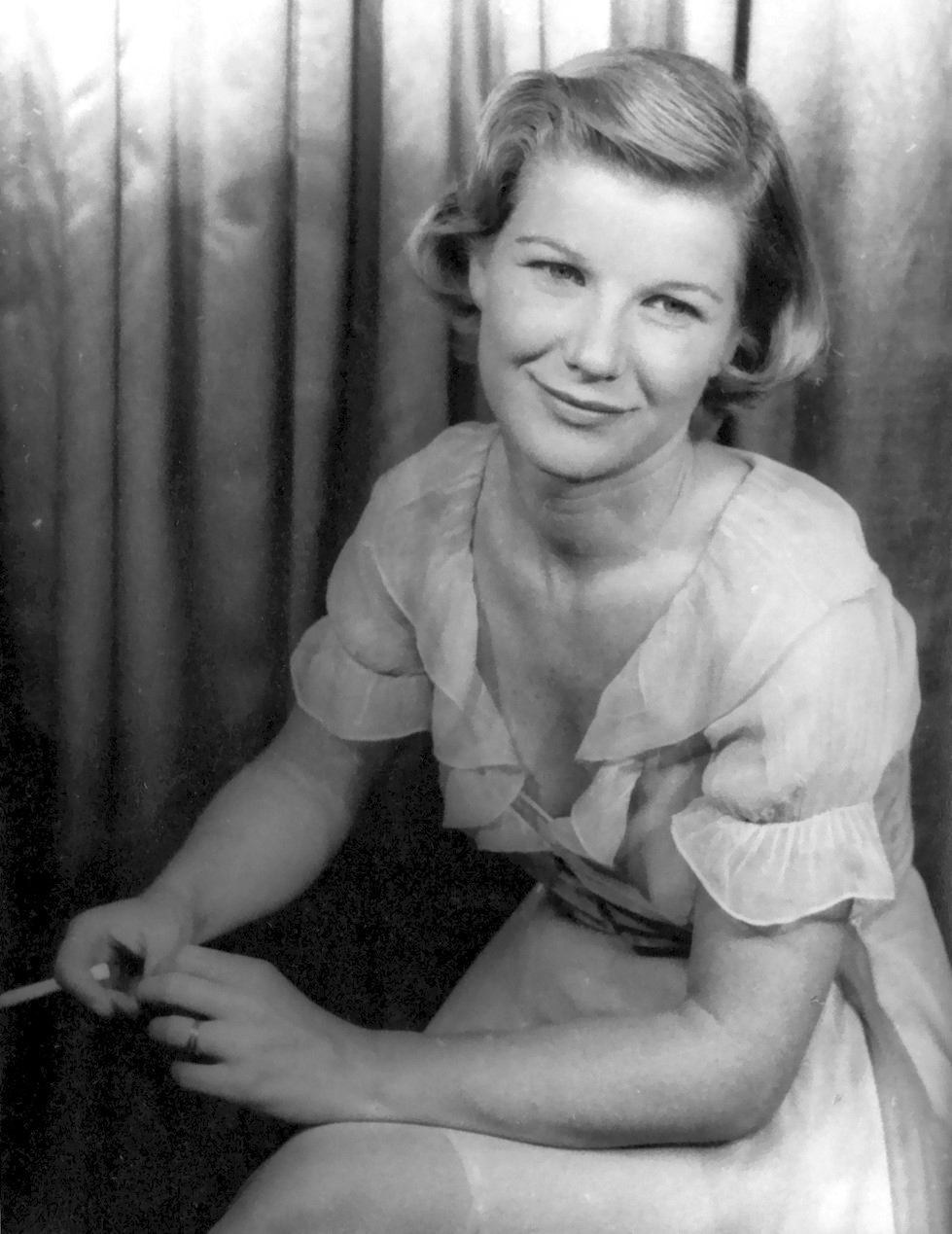
Barbara Bel Geddes en 1955.

Après deux avant-premières, la production débute le 8 mars 1961 au Helen Hayes Theatre avant d'être transférée au Morosco Theatre, où elle se joue jusqu'au 12 décembre 1964.
La production londonienne a débuté en février 1963 avec Maggie Smith dans le rôle de Mary.

## Synopsis
Mary et Bob ne se sont pas vus depuis leur divorce, neuf mois auparavant. Ils se retrouvent dans l'appartement new-yorkais de Bob en espérant éviter un contrôle fiscal du Internal Revenue Service mais une tempête de neige oblige Mary à rester passer la nuit. Le lendemain matin, Oscar, leur ami avocat, Dirk Winston, jeune premier qui habite l'appartement voisin, et Tiffany, la (considérablement plus) jeune fiancée de Bob, s'invitent dans la conversation.

## Distribution de la création

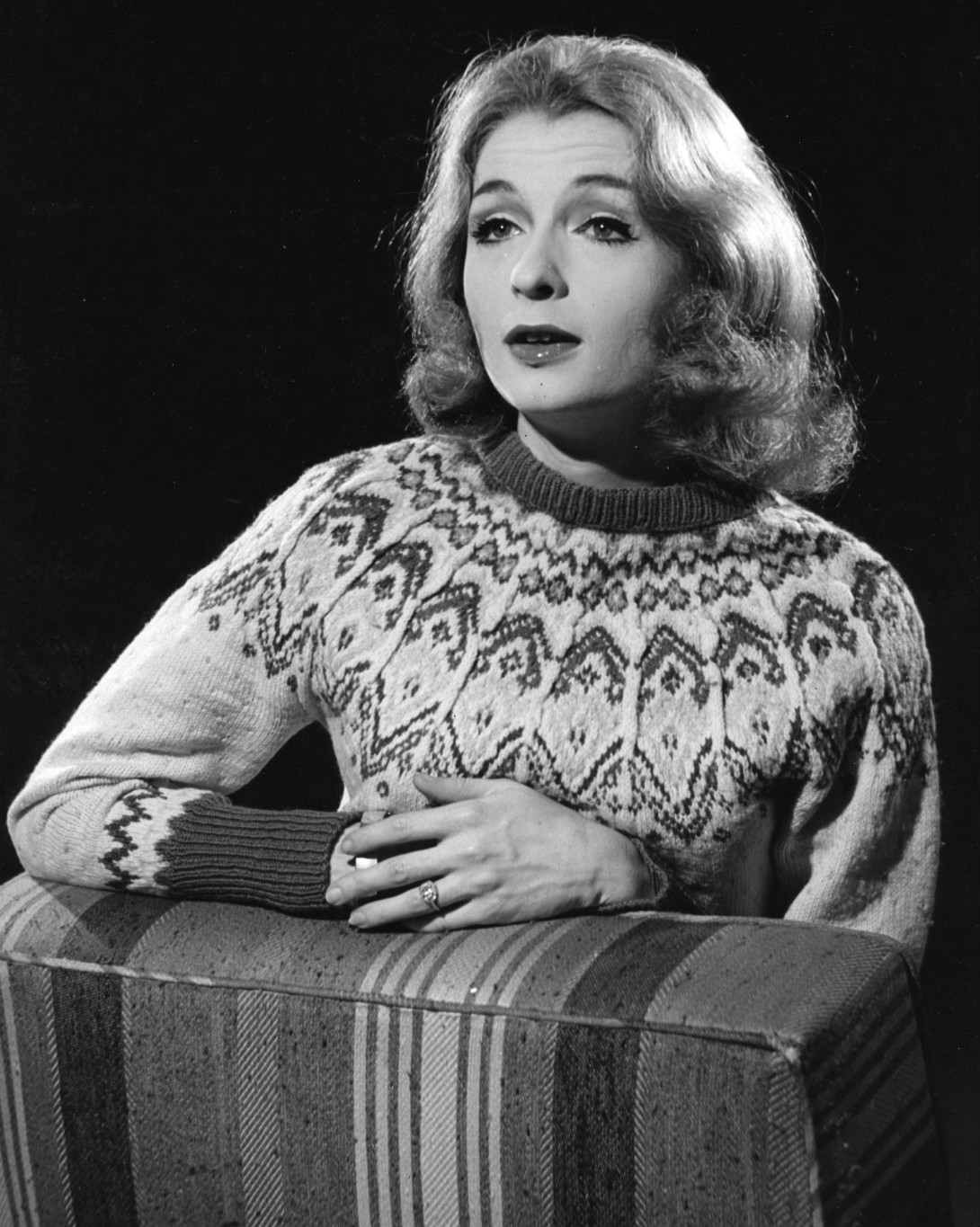
Carrie Nye dans le rôle de Tiffany (1962).

- Barbara Bel Geddes : Mary McKellaway
- Barry Nelson : Bob McKellaway
- Michael Rennie : Dirk Winsten
- John Cromwell : Oscar Nelson
- Betsy von Furstenberg : Tiffany Richards

Mise en scène : Joseph Anthony
Décors : Oliver Smith
Costumes : Theoni V. Aldredge
Lumière : Peggy Clark
Production : Roger L. Stevens

## Distinctions

### Récompenses
- Variety Club Drama Awards 1963 : Meilleure actrice pour Maggie Smith

### Nominations
- Tony Awards 1961 : Meilleure actrice pour Barbara Bel Geddes

## Adaptation
La pièce a fait l'objet d'une adaptation cinématographique en 1963, réalisée par Mervyn LeRoy, avec Debbie Reynolds.